# کابوس‌ها شب‌هنگام زاده می‌شوند
کابوس‌ها شب‌هنگام زاده می‌شوند (فرانسوی: Les Cauchemars Naissent La Nuit‎) یک فیلم ترسناک دلهره‌آور و اِروتیک به کارگردانی خسوس فرانکو است که در سال ۱۹۷۱ منتشر شد.

## گزیدهٔ بازیگران
- دیانا لوریس
- پل مولر
- جک تیلور
- سوله‌داد میراندا